# Lygarina finitima
Lygarina finitima är en spindelart som beskrevs av Alfred Frank Millidge 1991. Lygarina finitima ingår i släktet Lygarina och familjen täckvävarspindlar.
Artens utbredningsområde är Peru. Inga underarter finns listade i Catalogue of Life.